# Little Texas
Little Texas é uma banda norte-americana fundada em Nashville, Tennessee, em 1988 por Tim Rushlow (vocais, guitarra), Brady Seals (vocais, backing vocals, teclados), Del Gray (bateria), Porter Howell (guitarra), Dwayne O'Brien (guitarra rítmica, backing vocals) e Duane Propes (guitarra, vocal de apoio). Assinaram com a Warner Bros. Records, em 1991, e lançaram seu álbum de estréia "First Time For Everything" naquele ano. O single "Some Guys Have All the Love", atingiu um pico de # 8 no Billboard Hot Country Songs. Little Texas continuou a produzir singles durante os anos 1990, incluindo "My Love" e mais seis Top Ten hits. O álbum de estréia ganhou uma certificação de ouro, o álbum de 1993 Big Time foi certificado com platina dupla e em 1994 "Kick a Little" foi certificado com platina.
Seals partiu ao final de 1994 para uma carreira solo e Jeff Huskins o sucedeu nos teclados. Depois que o álbum Greatest Hits foi certificado como disco de ouro e um malsucedido auto-intitulado quarto álbum de estúdio, o grupo se desfez em 1997 e Rushlow também seguiu em carreira solo. Em 2004, os quatro restantes membros originais - Gray, Howell, O'Brien, and Propes, juntamente com o novo vocalista Steven Troy - reestabeleceram o grupo, Howell assumiu os vocais após a saída de Troy. Agora com quatro integrantes - Gray, Howell, O'Brien e Propes - a banda já gravou dois álbuns : The Very Best of Little Texas: Live and Loud e Missing Years.

## Discografia

### Álbuns
| Título                    | Detalhes                                                                                              | Posições nas paradas | Posições nas paradas | Posições nas paradas | Certificações (Vendas)       |
| Título                    | Detalhes                                                                                              | US Country           | US                   | CAN Country          | Certificações (Vendas)       |
| ------------------------- | --- | -------------------- | -------------------- | -------------------- | ---------------------------- |
| First Time for Everything | - Lançamento: 3 de março de 1992 - Gravadora: Warner Bros. Records - Formatos: Compact disc, cassette | 19                   | 99                   | 17                   | - US: Ouro                   |
| Big Time                  | - Lançamento: 11 de maio de 1993 - Gravadora: Warner Bros. Nashville - Formatos: CD, cassete          | 6                    | 55                   | 8                    | - CAN: Ouro - US: 2× Platina |
| Kick a Little             | - Lançamento: 27 de setembro de 1994 - Gravadora: Warner Bros. Nashville - Formatos: CD, cassete      | 10                   | 51                   | 8                    | - CAN: Ouro - US: Platina    |
| Greatest Hits             | - Lançamento: 26 de setembro de 1995 - Gravadora: Warner Bros. Nashville - Formatos: CD, cassete      | 17                   | 82                   | —                    | - US: Ouro                   |
| Little Texas              | - Lançamento: 22 de abril de 1997 - Gravadora: Warner Bros. Nashville - Formatos: CD, cassete         | 47                   | —                    | —                    |                              |
| Super Hits, Volume 3      | - Lançamento: 8 de fevereiro de 2000 - Gravadora: Warner Bros. Nashville/WEA - Formatos: CD, cassete  | —                    | —                    | —                    |                              |
| Country Classics          | - Lançamento: 14 de setembro de 2004 - Gravadora: Rhino Records - Formatos: CD, download digital      | —                    | —                    | —                    |                              |
| Missing Years             | - Lançamento: 12 de junho de 2007 - Gravadora: Montage Music Group - Formatos: CD, download           | —                    | —                    | —                    |                              |

### Singles
| Ano  | Single                        | Posições nas paradas | Posições nas paradas | Posições nas paradas | Posições nas paradas | Álbum                     |
| Ano  | Single                        | US Country           | US                   | US AC                | CAN Country          | Álbum                     |
| ---- | ----------------------------- | -------------------- | -------------------- | -------------------- | -------------------- | ------------------------- |
| 1991 | "Some Guys Have All the Love" | 8                    | —                    | —                    | 11                   | First Time for Everything |
| 1992 | "First Time for Everything"   | 13                   | —                    | —                    | 18                   | First Time for Everything |
| 1992 | "You and Forever and Me"      | 5                    | —                    | —                    | 18                   | First Time for Everything |
| 1992 | "What Were You Thinkin'"      | 17                   | —                    | —                    | 21                   | First Time for Everything |
| 1993 | "I'd Rather Miss You"         | 16                   | —                    | —                    | 13                   | First Time for Everything |
| 1993 | "What Might Have Been"        | 2                    | 74                   | 16                   | 11                   | Big Time                  |
| 1993 | "God Blessed Texas"           | 4                    | 55                   | —                    | —                    | Big Time                  |
| 1994 | "My Love"                     | 1                    | 83                   | —                    | 2                    | Big Time                  |
| 1994 | "Stop on a Dime"              | 14                   | —                    | —                    | 13                   | Big Time                  |
| 1994 | "Kick a Little"               | 5                    | 108                  | —                    | 4                    | Kick a Little             |
| 1995 | "Amy's Back in Austin"        | 4                    | —                    | —                    | 6                    | Kick a Little             |
| 1995 | "Southern Grace"              | 27                   | —                    | —                    | 18                   | Kick a Little             |
| 1995 | "Life Goes On"                | 5                    | —                    | —                    | 4                    | Greatest Hits             |
| 1996 | "Country Crazy"               | 44                   | —                    | —                    | 51                   | Greatest Hits             |
| 1997 | "Bad for Us"                  | 45                   | —                    | —                    | 60                   | Little Texas              |
| 1997 | "Your Mama Won't Let Me"      | 64                   | —                    | —                    | —                    | Little Texas              |
| 1997 | "The Call"                    | 71                   | —                    | —                    | —                    | Little Texas              |
| 2006 | "Your Woman"                  | —                    | —                    | —                    | —                    | Missing Years             |